# Гафель (рангоут)

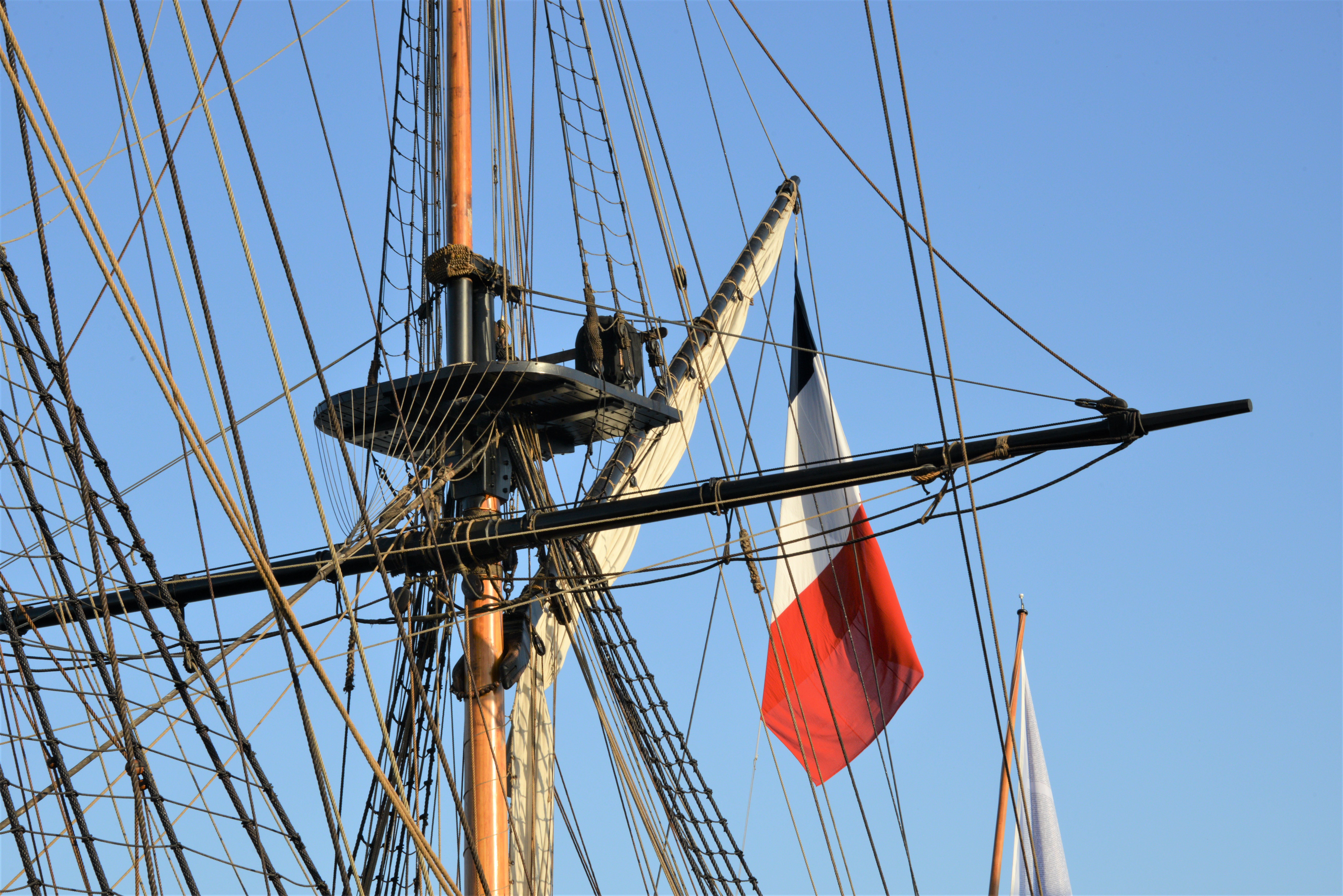
Гафель фрегата «Герміона (фрегат, 2014)»

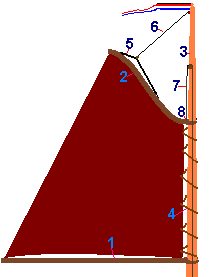
На схемі:
1. Гік
2. Гафель
3. Щогла
4. Слаблінь
5. Шпрюйт
6. Дерик-фал
7. Гардель
8. Бейфут

Га́фель (нід. gaffel, букв. — «вила») — похиле рангоутне дерево, яке упирається одним кінцем у щоглу та завдяки спеціальному кріпленню до щогли може рухатися вгору та вниз по щоглі. Вітрила, що піднімаються на гафелі, звуться гафельними вітрилами. На сучасних військових кораблях гафель служить для підняття і несення вдень на ходу військово-морського прапора (кормового), вночі — гафельних вогнів.

## Опис
Гафель служить для розтягування по ньому верхньої крайки (шкаторини) косого чотирикутного вітрила — гафельного (триселя), а також кріплення шкотового і галсового кутів топселя. На малих суднах і шлюпках з косими вітрилами гафель служить для кріплення фока та грота. На гафелі також піднімають сигнали (гафельні вогні, сигнальні фігури) та іноді прапор.
Кінець гафеля, яким він впирається в щоглу, називається п'яткою (п'ятою), протилежний кінець — ноком. П'ятка гафеля забезпечується вусами, що охоплюють щоглу, кінці вусів стягуються особливим бейфутом (ракстовом), спорядженим ракс-клотами.
Нижня шкаторина гафельного вітрила розтягається по гіку, закріпленому на щоглі аналогічно гафелю, але біля палуби. На щоглі може бути присутні два гафелі: наприклад, у разі використовування верхньої і нижньої бізані. В останньому випадку нижня шкаторина верхнього вітрила кріпиться до нижнього гафеля. Над гафелем часто ставиться гаф-топсель і кріпиться до нього своїми шкотовим і галсовим кутами.

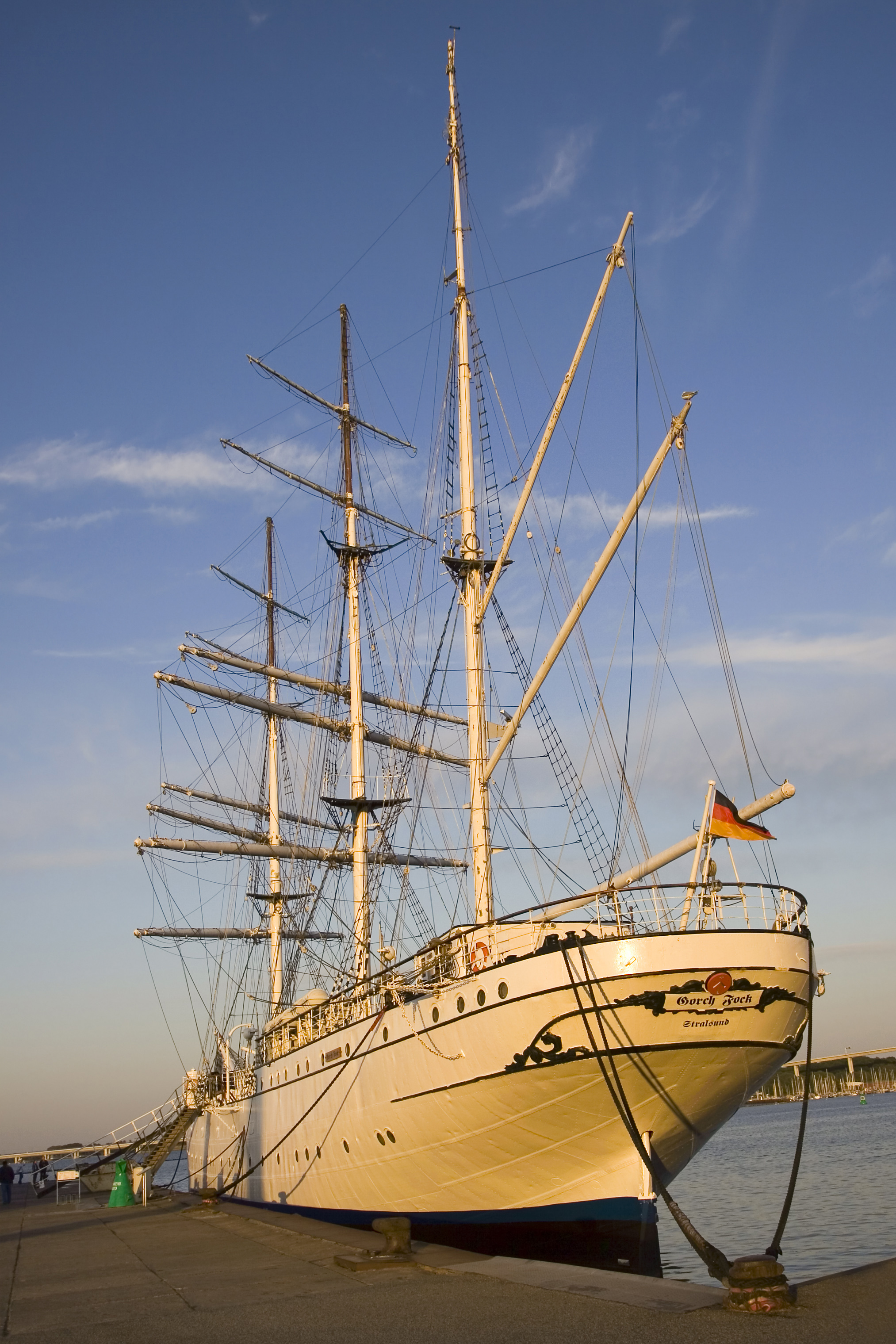
Два гафелі (верхньої і нижньої бізані) барка «Горх Фок» («Товариш»)

Гафель отримує додаткове найменування залежно від назви вітрила, наприклад, «фока-гафель», «бізань-гафель». П'ятка гафеля піднімається гафель-гарделем (№ 7 на схемі) до гафель-гардель-блока, а необхідний кут нахилу надається за допомогою дирик-фала (№ 6 на схемі). Довгі й важкі гафелі забезпечуються еринс-бакштагом — снастями, що закріпляються до нока та йдуть до фальшбортів, утримуючи гафель у потрібному положенні при прибраних вітрилах.

## Шпрайцгафель
Різновидом гафеля є шпрайцгафель (від нім. Spreizgaffel — «розчепірений гафель»), що складається з двох вигнутих симетричних елементів, з'єднаних у місцях п'ятки і нока (аналогічно «вішбону» дошки для віндсерфінгу). Використовується для встановлення шпрайцгафельного вітрила. На відміну від гафеля, який підіймається і опускається на гарделі разом з вітрилом, шпрайцгафель кріпиться на щоглі постійно.

## Галерея

Гафель — № 2 на схемі
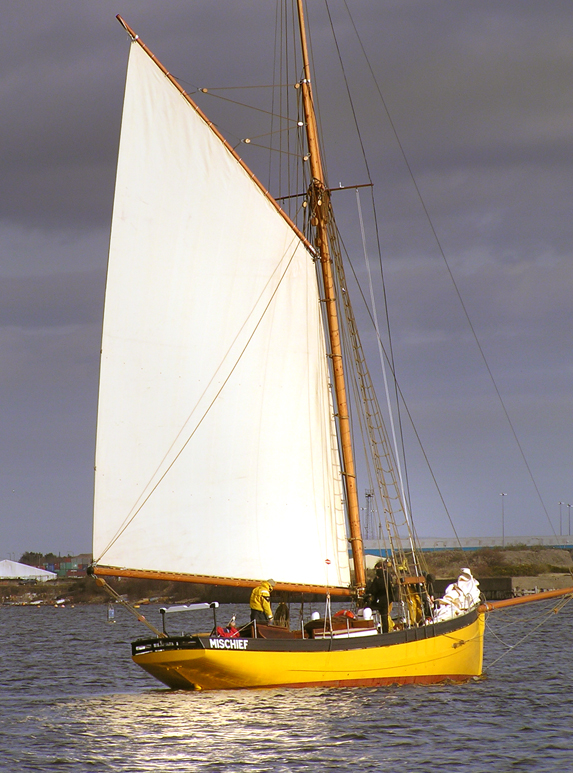
Корабель з гафельним оснащенням
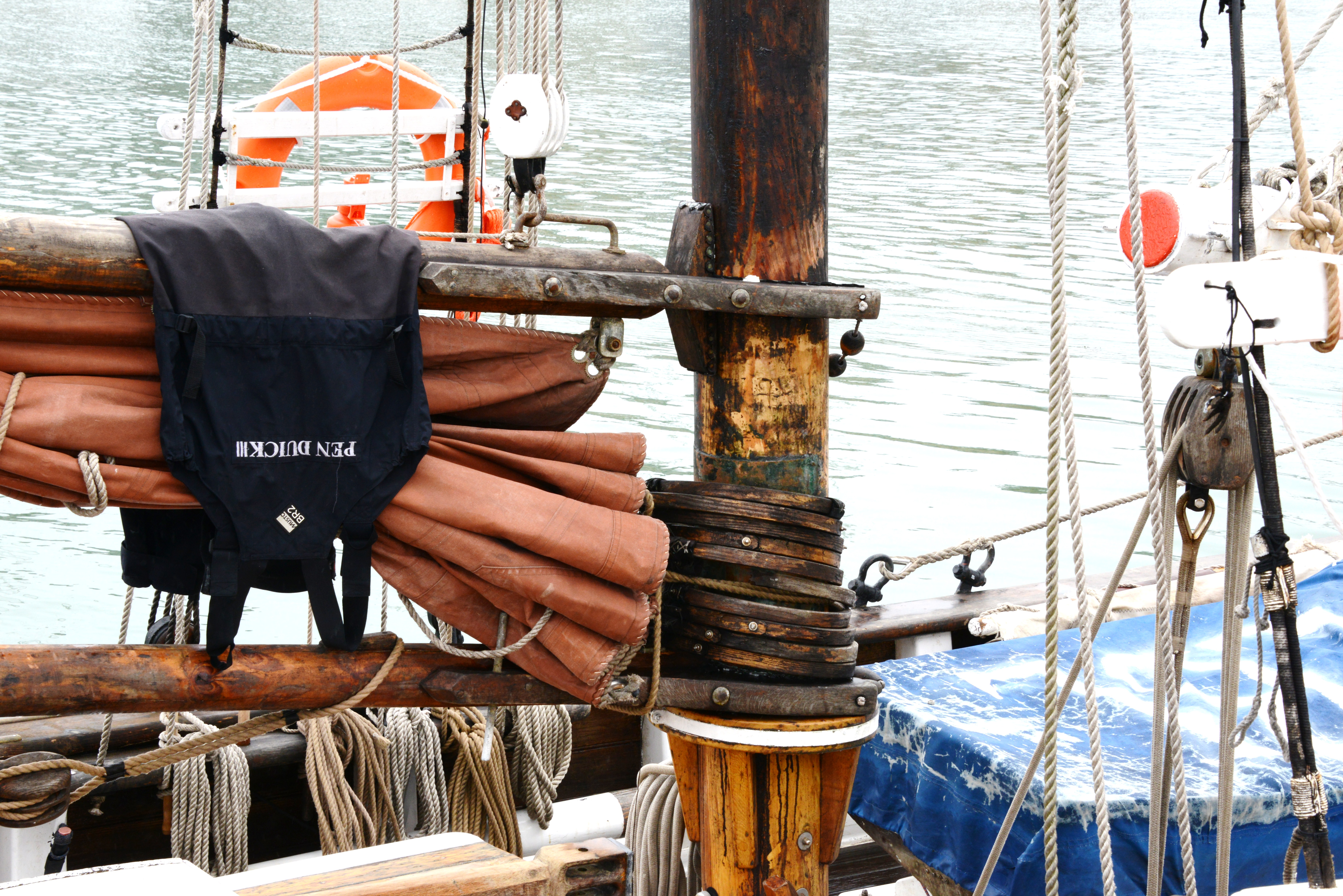
Гафель і гік
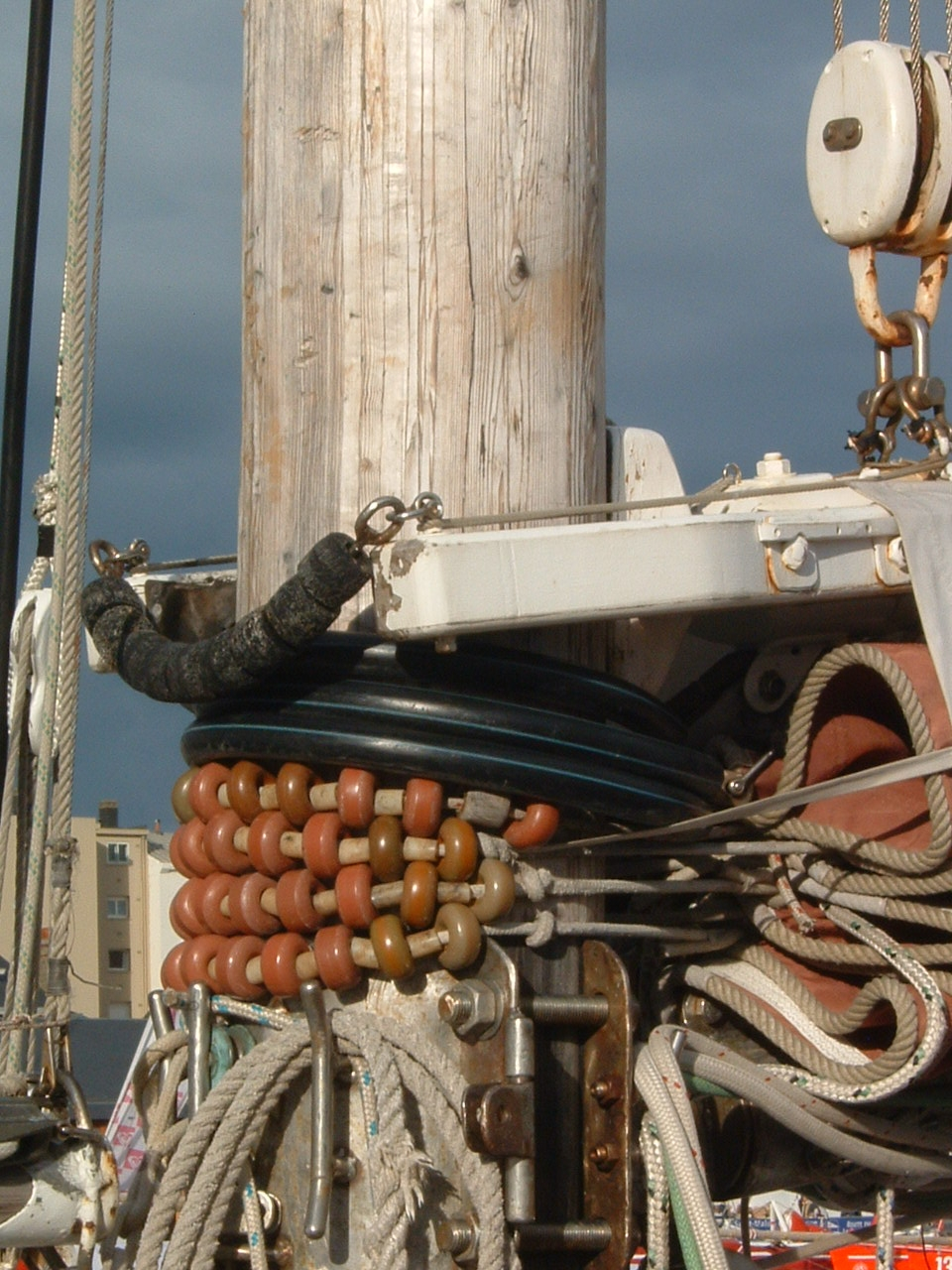
Вуси гафеля